# Чад на летней Универсиаде 2013
Чад на летней Универсиаде 2013 года был представлен 2 спортсменами в 1 виде спорта.

## Результаты

### Лёгкая атлетика

#### Мужчины
| Дисциплина | Спортсмен       | Квалификационный раунд                            | Квалификационный раунд                            | Полуфинал                                         | Полуфинал                                         | Финал                                             | Финал                                             |
| Дисциплина | Спортсмен       | Результат                                         | Место                                             | Результат                                         | Место                                             | Результат                                         | Итоговое место                                    |
| ---------- | --------------- | ------------------------------------------------- | ------------------------------------------------- | ------------------------------------------------- | ------------------------------------------------- | ------------------------------------------------- | ------------------------------------------------- |
| 400 м      | Муссарг Чумгойо | 53.12                                             | 38                                                | Завершил выступление                              | Завершил выступление                              | Завершил выступление                              | Завершил выступление                              |
| 800 м      | Бавиленг Адум   | Дисквалификация за нарушение разделительной линии | Дисквалификация за нарушение разделительной линии | Дисквалификация за нарушение разделительной линии | Дисквалификация за нарушение разделительной линии | Дисквалификация за нарушение разделительной линии | Дисквалификация за нарушение разделительной линии |